# クインシー・マーケット
クインシー・マーケット（Quincy Market）は、アメリカ合衆国マサチューセッツ州ボストン市中心部に位置する歴史的建造物。1824年から2年の歳月を費やして建設された。名称は当時の市長であったジョサイア・クインシー3世から採られた。クインシーは建設にあたって、増税や市債の発行を一切行なうことなくその費用を調達した。19世紀前半に建てられた、当時全米最大のショッピング施設の1つとしてアメリカ合衆国国定歴史建造物に認定された。
なお、Quincyは本来は「クインシー」ではなく、「クインジ－」と発音されるが、日本語では「クインシー」と表記することが慣例となっている。従って本項目においても「クインシー」という表記を用いる。

## 歴史

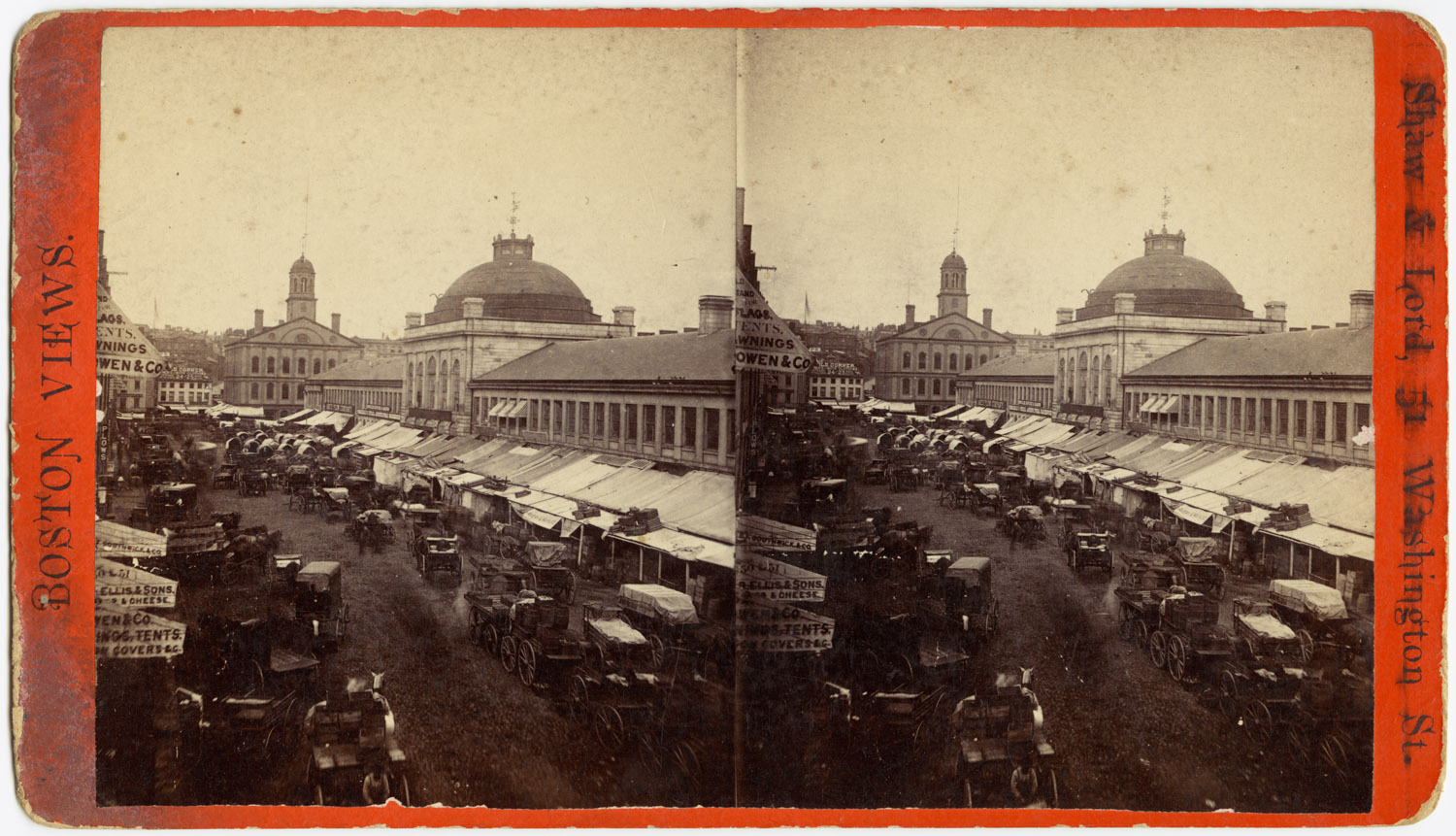
19世紀

ボストンが市に昇格した1822年頃、ダウンタウンでは商業需要が膨れ上がり、ファニエル・ホールは既に手狭になっていた。店舗スペースの拡充のため、アレクサンダー・パリス（Alexander Parris）のデザインのもと、クインシー・マーケットはファニエル・ホールの裏手となる東側に隣接して建てられた。当時ファニエル・ホールは水際に建っており、クインシー・マーケットの敷地を確保するため、港の一部分が埋めたてられた。その結果、当初の目的であった商業スペースの拡大のみならず、6本の通りの新設、または再設にもつながった。
開業当時から、クインシー・マーケットは卵、チーズ、パンなど食料品を主に取り扱うショッピングセンターであった。また、1970年代に動物の骨が見つかったことから、屠殺も行なわれていたと見られている。屋外では露天商も行なわれていた。現在でも2階のベンチが並んでいる部分には初期の商店の看板が掲げられている。

## 建物概要

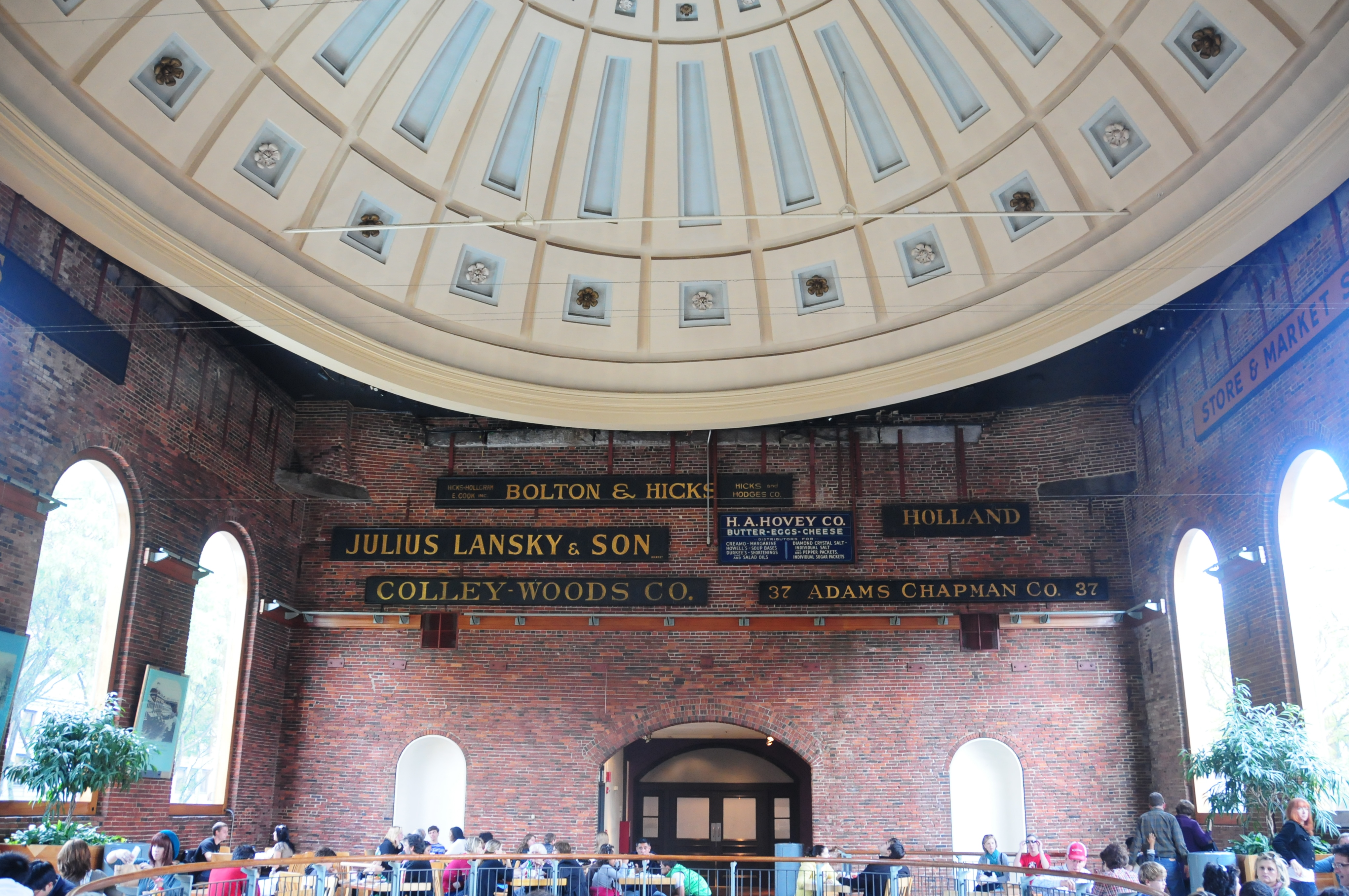
2010年、屋上のドーム。1階はフードコート、2階はベンチが並べられている。かつて使用された看板が掲げられている。

クインシー・マーケットは2階建てである。上から見ると長方形をしており、長辺にあたる東西方向は長さ535フィート (163 m)である。また、面積は約27,000平方フィート (2,500 m2)である。こうした形状ゆえに、内部中央には東西に長い廊下が続いている。外観はニューイングランド伝統の御影石造り、内壁は赤煉瓦造りになっている。当時木骨造に使用された最大の御影石およびガラスであった。当時革新的であった鋳鉄の柱が使用された。東西れぞれのファサードでは三角のペディメントやドーリア式の柱のあるローマ様式となっているのに対し、側壁は長方形の窓が並ぶ近代的でアメリカ的な造りになっている。また建物中央には銅で覆われたドームがついている。ドームの直下は休憩所、および正面玄関となっている。屋根には8本の煙突が均等に並んでいる。
南北には4+1⁄2階建てのレンガおよび花崗岩造りのノース・マーケットおよびサウス・マーケットが立っている。地域の開発の一部として、これらはクインシー・マーケットより大きな建物となっている。1966年、これらの施設はアメリカ合衆国国定歴史建造物、アメリカ合衆国国家歴史登録財に認定された。1996年にはボストン・ランドマーク委員会によりボストン・ランドマークに認定された。

## ファニエル・ホール・マーケットプレイス

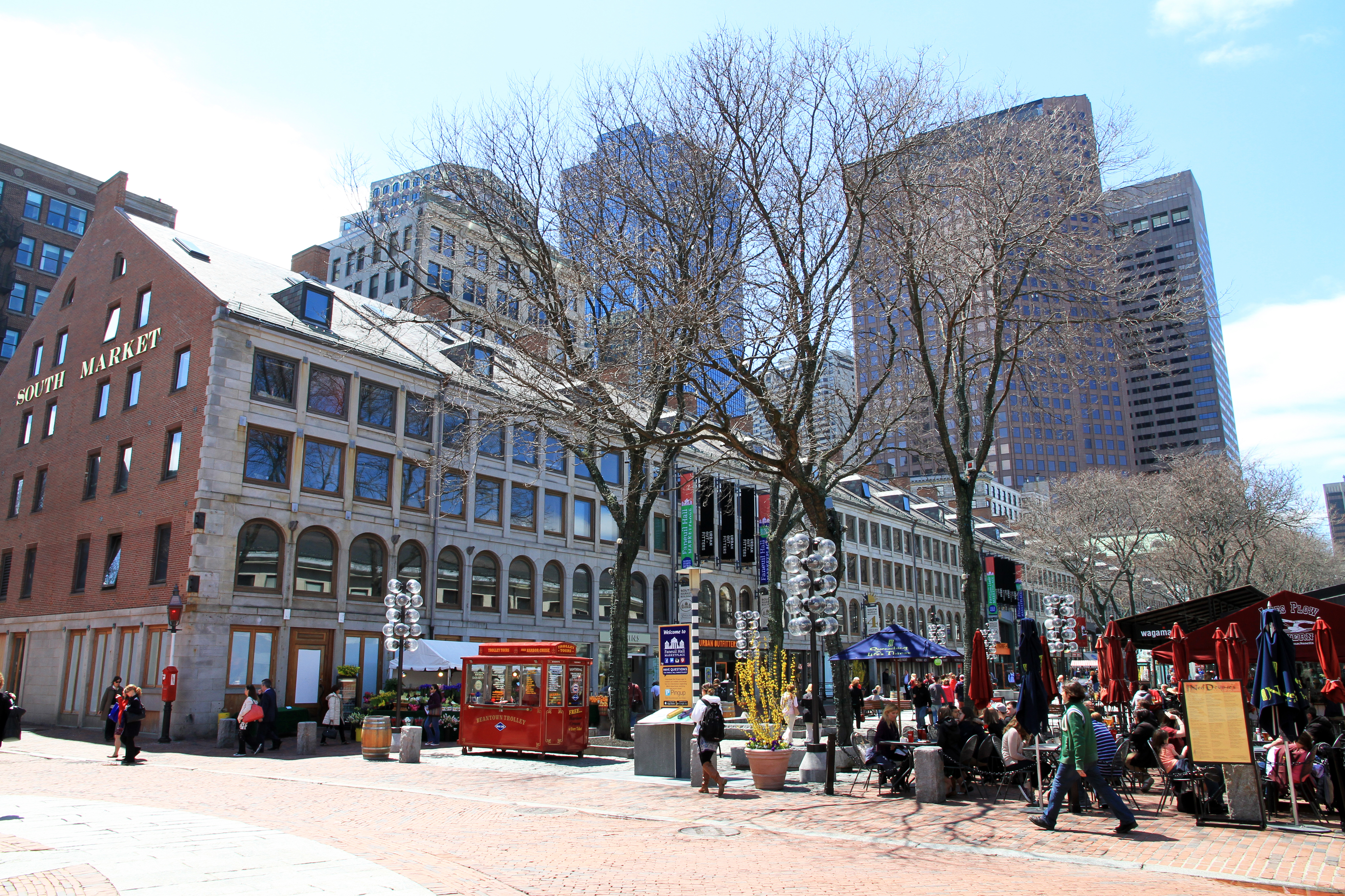
サウス・マーケット

1969年、住宅都市開発省はボストン市に市場安定化および1826年製の屋根およびファサードの修繕のため約200万ドルを与えた。1970年代初頭までにボストンの農産物市場は拡大し、手狭になっていった。公私費合わせ、ベンジャミン・トンプソン&アソシエイツとラウズ・カンパニーは「フェスティバル・マーケットプレイス」を開発した。1976年、クインシー・マーケットと合わせ、新たなファニエル・ホール・マーケットプレイスが開業した。1977年、ハールストン・パーカー賞、2009年、アメリカ建築家協会(AIA)による25年賞を受賞した。
クインシー・マーケットは以前は食料品店であったが、現在は屋台、ファストフード店、レストランが並び、現在もボストンの台所としての役割を担っている。昼休みの時間帯となると、ダウンタウンで働く人たちが昼食を取りにクインシー・マーケットに集まってくる。中央部分のドームの下には1階と2階に座席がある。
外側、特に南側のガラス張りの場所には露店が並んでおり、小物や土産物などが販売されている。このエリアにもいくつかのレストランがある。

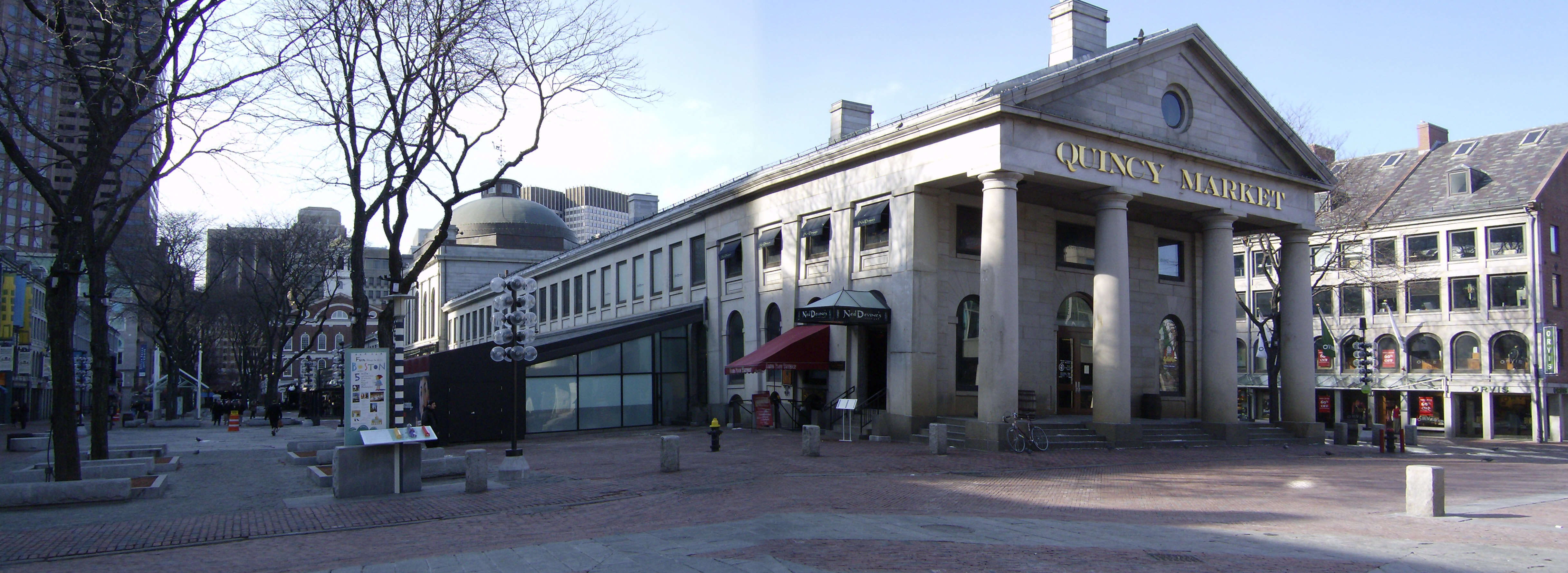
2007年、パノラマ

2階および地下にも店舗スペースがある。2階には、かつてはボストン最大のコメディ・クラブであったコメディ・コネクションがあったが、現在はユニクロが入っている。地下にはバーやレストランが入っている。
現在、クインシー・マーケットはファニエル・ホールやノース・マーケット（North Market）、サウス・マーケット（South Market）と共に、レストラン、店舗、事務所のあるファニエル・ホール・マーケットプレイス（Faneuil Hall Marketplace）というショッピングセンターとして営業している。クインシー・マーケットの東側には半円形の広場がある。
建物の東西端はそれぞれオープンスペースになっており、屋台が立ち並び、各種ストリートパフォーマンスも盛んに行なわれている。昼間はパフォーマーの周りに人だかりができることが多い。
また、クインシー・マーケットは、ファニエル・ホールとともにフリーダムトレイルに沿ったボストンの名所ともなっている。

## ギャラリー

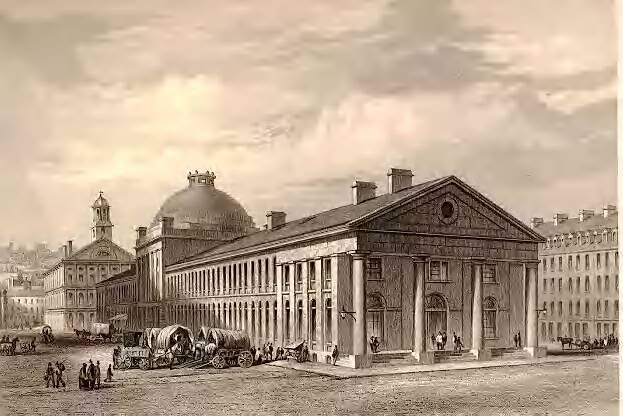
1830年、完成から4年後
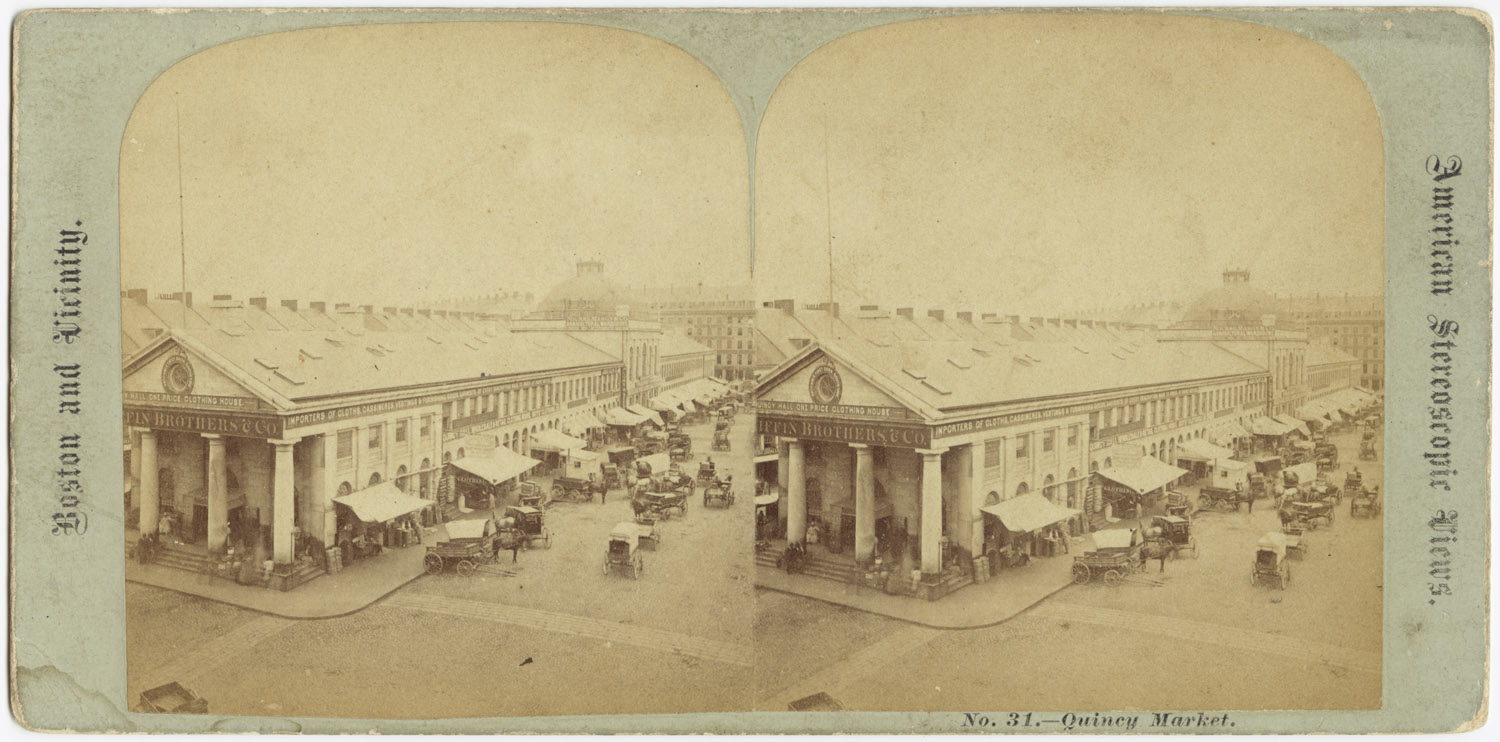
19世紀
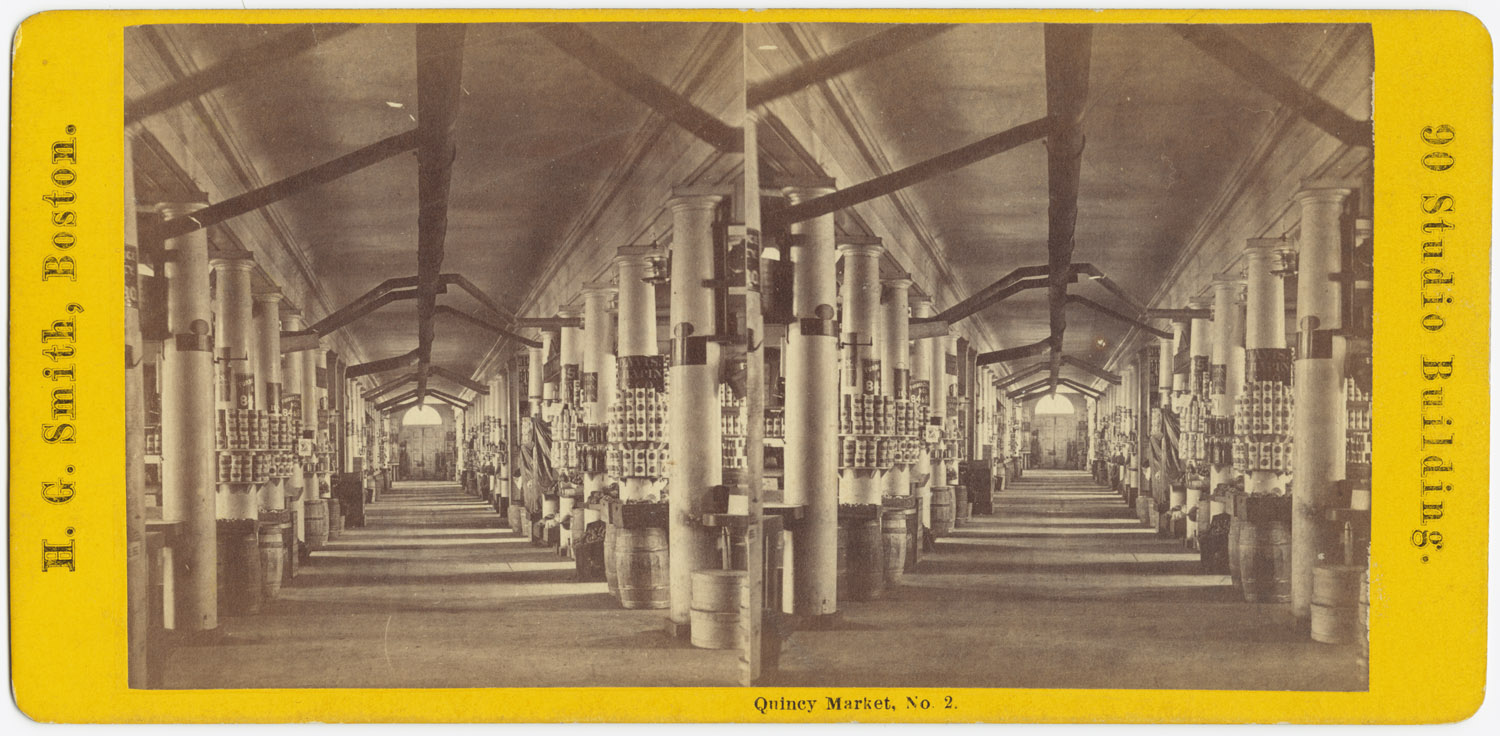
19世紀の内部
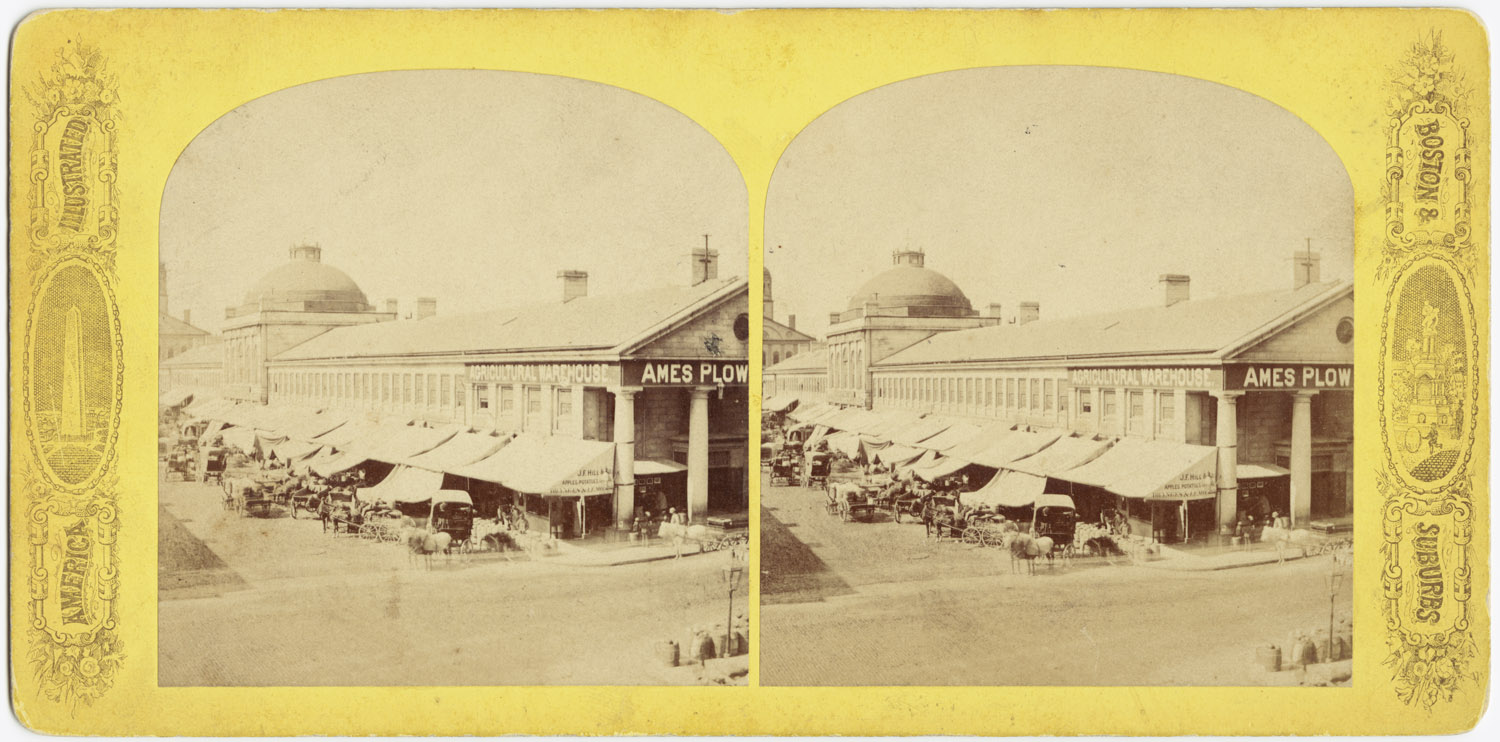
19世紀
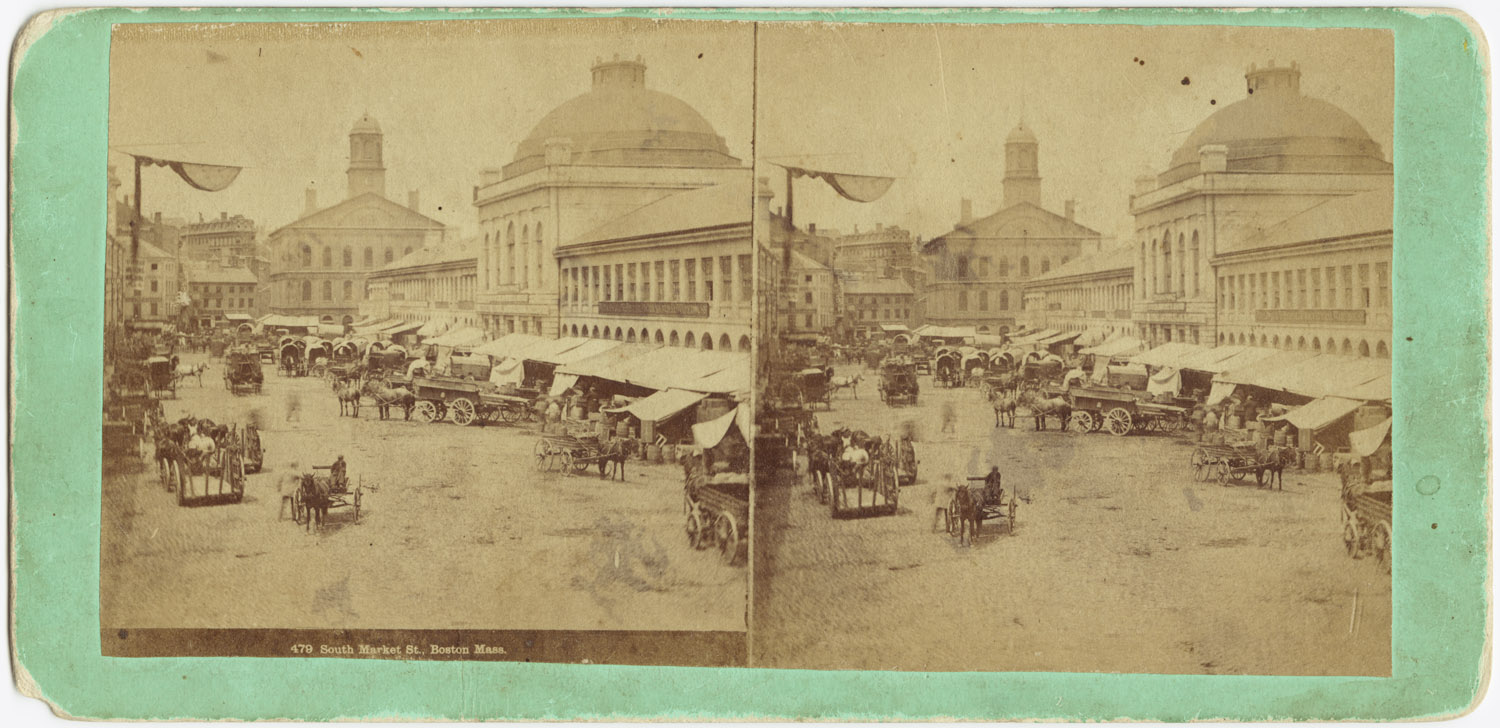
19世紀
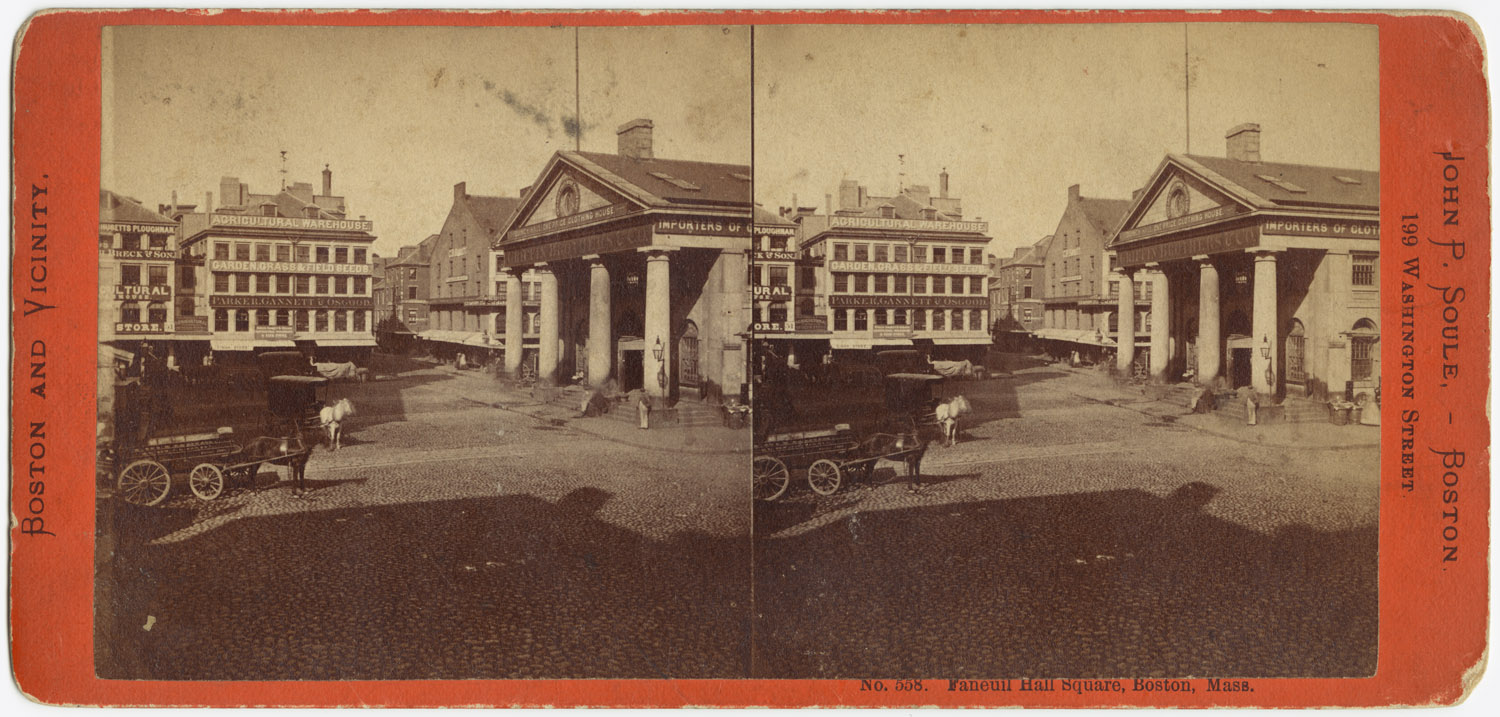
19世紀
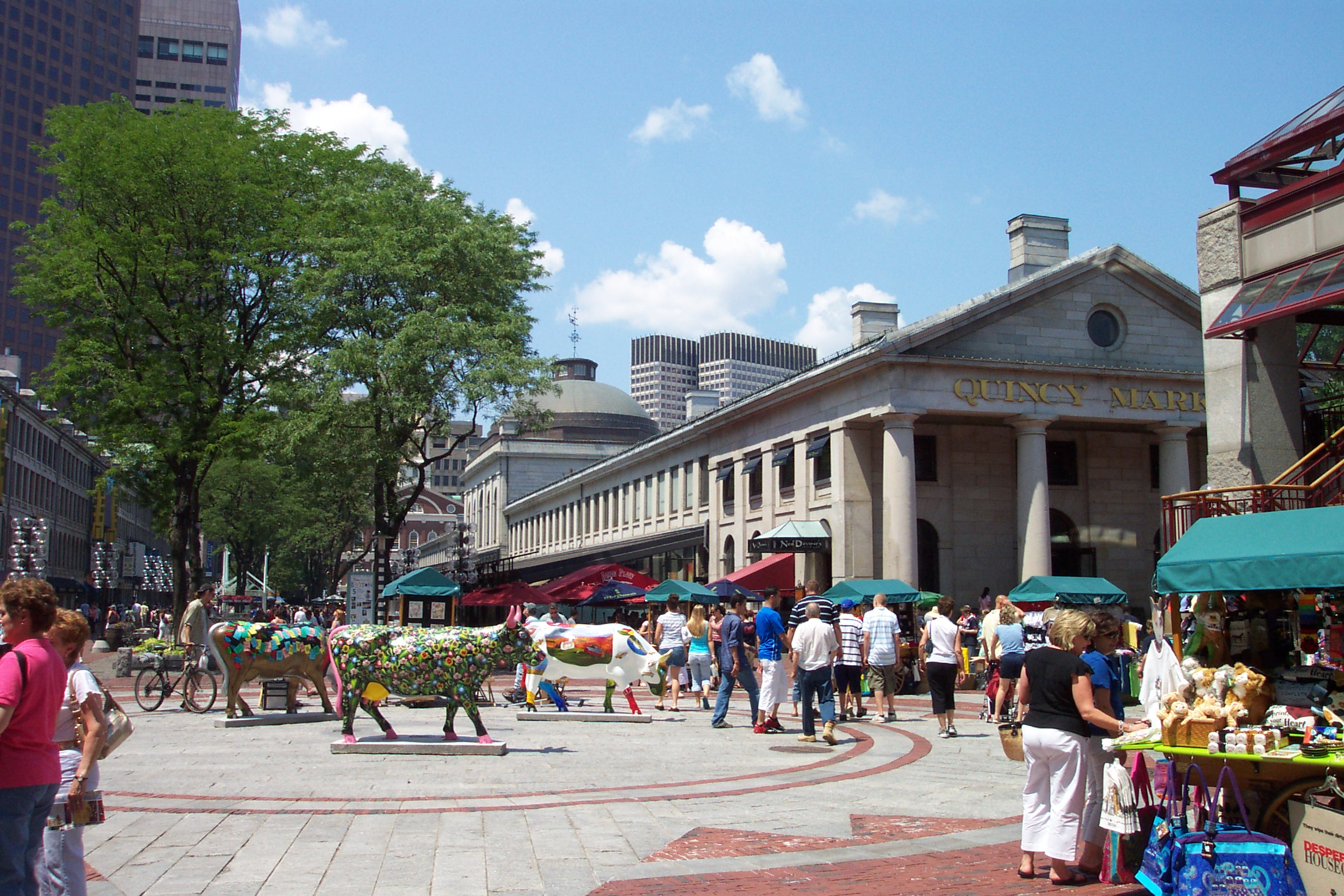
2006年、クインシー・マーケット。奥にファニエル・ホールが見える。左はサウス・マーケット。
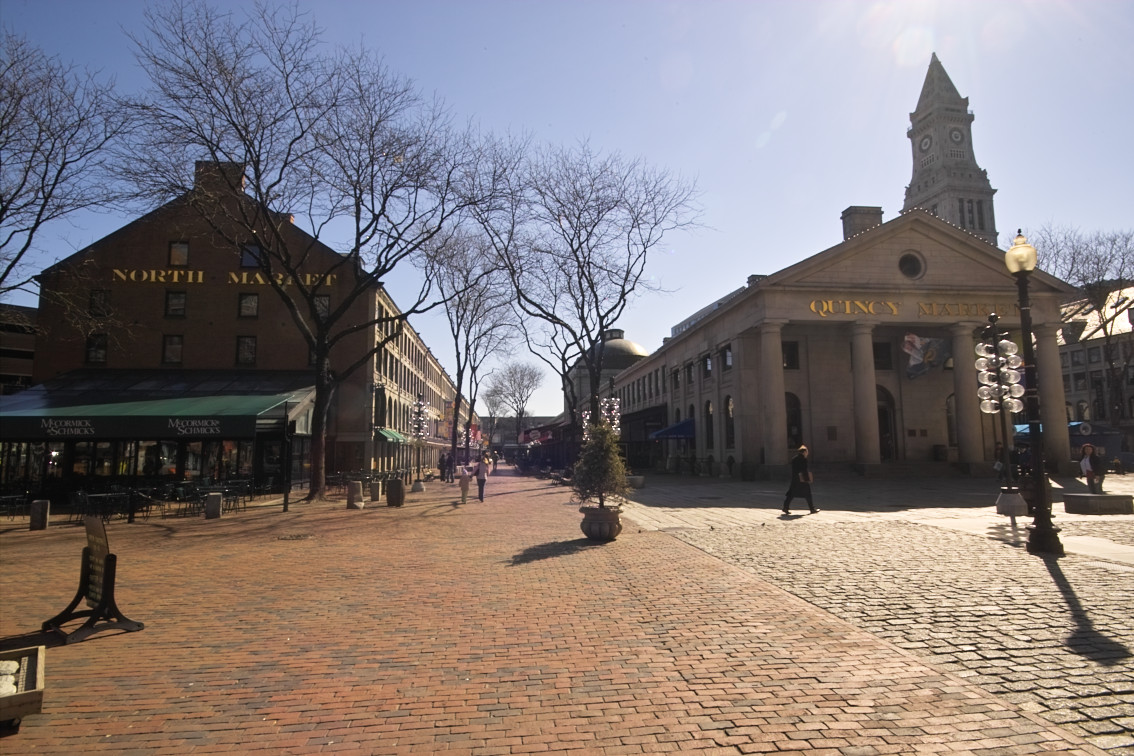
2007年、ノース・マーケット(左)とクインジー・マーケット(右)
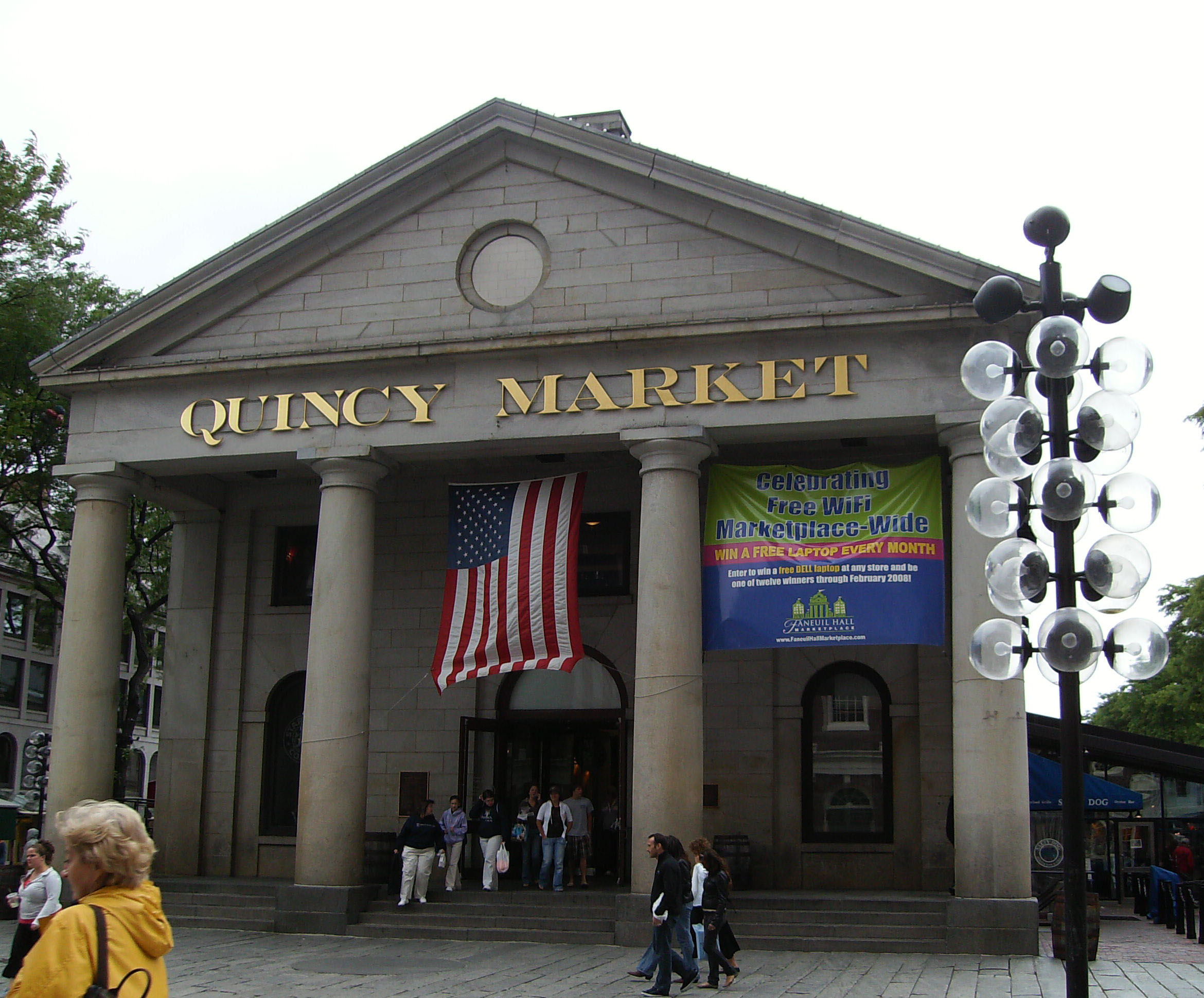
2007年、西口